# Aux pierres du dragon
Aux pierres du dragon est un jeu de société créé par Bruno Faidutti et Michael Schacht en 2002 et édité par Days of Wonder.
Pour 3 à 6 joueurs, à partir de 8 ans pour environ 45 minutes.